# O Deus das Pequenas Coisas
O Deus das Pequenas Coisas (no original The God of Small Things) é o primeiro livro da escritora indiana Arundhati Roy, editado em 1997. O livro venceu o distinto prémio para literatura em língua inglesa, Booker Prize, de 1998.
O livro fala de castas e toca em temas tabus. Por isso, a autora foi levada a tribunal por obscenidade.

## Enredo
Dois irmãos gémeos biovulares nascidos em 1962– Estha e Rahel – encontram-se após muitos anos de separação. À volta deste reencontro surge toda uma série de outras pequenas histórias de três gerações de uma família da região de Kerala, no sul da Índia, que se dispersa por todo o mundo e se reencontra na sua terra natal. Histórias que passam por uma fábrica de conservas, pela morte de uma criança, por amores proibidos, por desejos reprimidos.